# Telegram Riegnera

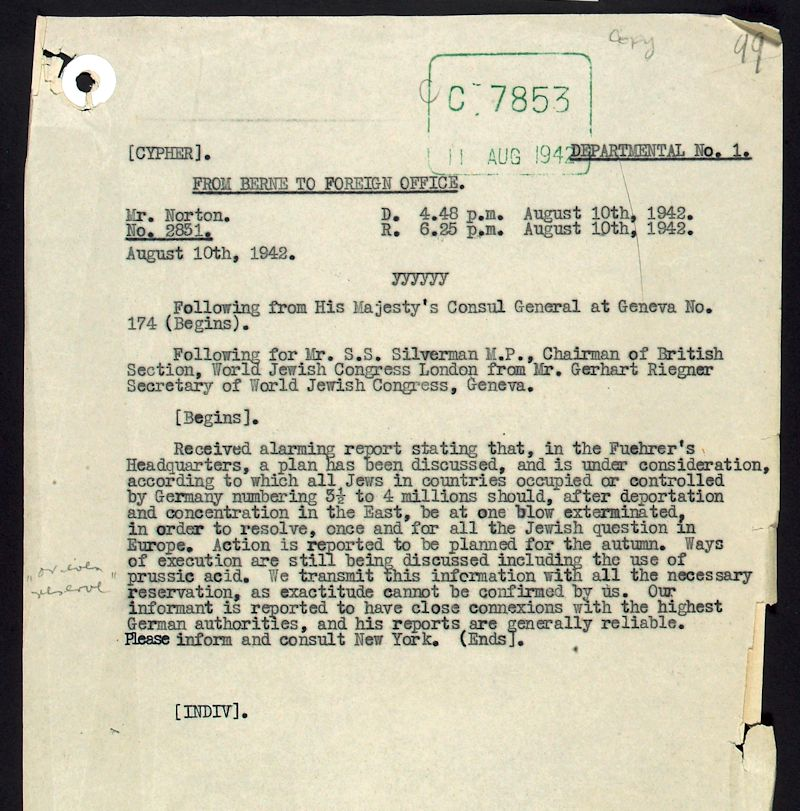
Oryginalny telegram

Telegram Riegnera – depesza wysłana 8 sierpnia 1942 z Berna przez Gerharta Riegnera na temat planu masowego mordowania ludności żydowskiej.

## Historia
Informację o planowanej zagładzie Żydów Gerhard Riegner, przedstawiciel i prawnik Światowego Kongresu Żydów, uzyskał latem 1942 od niemieckiego przemysłowca Eduarda Schultego. Wieści te przekazał 8 sierpnia 1942 z Berna kanałami dyplomatycznymi do rabbiego Stephena Wise’a, prezesa Światowego Kongresu Żydów w Nowym Jorku, oraz do Samuela Sydneya Silvermana, członka brytyjskiego parlamentu i przewodniczącego brytyjskiej sekcji Światowego Kongresu Żydów.

Otrzymaliśmy alarmujący raport, że Kwatera Główna Führera omawia i rozważa plan, według którego wszyscy Żydzi w krajach okupowanych i rządzonych przez Niemcy, w liczbie 3,5–4 milionów będą po deportacji i koncentracji na Wschodzie eksterminowani za jednym zamachem, tak aby raz na zawsze rozwiązać kwestię żydowską w Europie [stop] Akcja o której mowa, planowana jest na jesień, metody dyskutowane, włączając kwas pruski [stop] Przekazujemy informację z konieczną rezerwą, bo ich ścisłość nie może być potwierdzona [stop] Informator stwierdza bliskie powiązania z najwyższymi władzami niemieckimi, a jego raport, ogólnie mówiąc jest wiarygodny.

Urzędnicy i politycy zarówno brytyjscy, jak i amerykańscy wstrzymywali lub utrudniali przekazanie komunikatu Stephenowi Wise’owi . Dostał on tę wiadomość dopiero 28 sierpnia 1942, z zastrzeżeniem jej ujawnienia do czasu aż zostanie ona potwierdzona z innych źródeł. Stephen Wise ujawnił treść telegramu 24 listopada 1942 na konferencji prasowej.
Telegram uznaje się za pierwszy dokument informujący aliantów o holokauście. Dokument zwrócił uwagę na temat totalnej zagłady Żydów, jednak został przyjęty sceptycznie. Chociaż istniały wcześniejsze doniesienia o masowych mordowaniach Żydów, nie pochodziły one z niemieckiego źródła.